# 조성구
조성구(1990년 ~ )는 대한민국의 배우이다.

## 영화
- (2013년) 《미스터 고》 ... 요미우리단장 보좌관 역
- (2017년) 《청년경찰》 ... 경찰대 동기생 역
- (2020년) 《갱》 ... 철주먹 역
- (2020년) 《범죄해결 특수반》 ... 본드장 통역 그림자 역
- (2020년) 《투빅맨》 ... 최이사 오른팔 역
- (2022년) 《늑대사냥》 ... 구병태 역

## 연극
- (2013년) 《디파이언스》

## 뮤지컬
- (2014년) 《담배가게 아가씨》
- (2016년) 《그날들》
- (2016년) 《정글북》